# Coivaras
Coivaras là một đô thị thuộc bang Piauí, Brasil. Đô thị này có diện tích 506,719 km², dân số năm 2007 là 3785 người, mật độ 7,47 người/km².